# Cueva de Ardales
La cueva de Ardales, también conocida como cueva de doña Trinidad Grund, es una cueva situada en el municipio andaluz de Ardales (Málaga, España). Es un yacimiento prehistórico con arte parietal del Paleolítico.
La prestigiosa revista Science publicó en febrero de 2018 los resultados de unas investigaciones que demuestran que las pinturas rupestres de la cueva de Ardales, junto con la cueva de Maltravieso (Cáceres) y La Pasiega (Cantabria), serían las representaciones artísticas más antiguas del mundo, teniendo más de 66 000 años y adjudicándose a los neandertales.

## Historia
La cueva fue descubierta en 1821, cuando un terremoto movió los sedimentos y dejó libre la actual entrada a la gruta. Dos años después, ya se cobraban dos reales para la entrada a la cueva, creando la que sería la primera cueva visitable de España. Fue Pascual Madoz quien da a conocer en 1845 el valor de la cueva en su Diccionario Geográfico y Estadístico de España. La hacendada y filántropa Trinidad Grund compró los terrenos donde se hallaba la cueva en 1852, complementando la visita a su balneario ubicado en el municipio cercano de Carratraca. Grund creó una gran escalinata para facilitar el acceso desde la entrada hasta un nivel más profundo, incluso llegaron a celebrarse espectáculos de flamenco en el interior para la aristocracia malagueña y sevillana.
En 1918, el famoso prehistoriador Henri Breuil visitó la cueva y descubrió las primeras pinturas y grabados del Paleolítico que dio a conocer con la publicación de la revista L'Antropologie en París en 1921. Tras la muerte de Trinidad Grund en 1896, la cueva quedó en un estado de semiabandono (excepto en la Guerra Civil cuando se usó como refugio antiaéreo) y comenzó a llenarse de desperdicios, hasta que en 1985 se inicia un proyecto de recuperación e investigación científica que demuestra el uso de la cueva desde hace ochenta mil años, y del mismo modo se vuelve a abrir al público. Estas investigaciones continúan en la actualidad con trabajos dirigidos por la Universidad de Colonia y la Universidad de Cádiz.

## Pintura rupestre
Tiene una longitud de 1577 m en dos niveles conectados entre sí. Las manifestaciones rupestres fueron descubiertas por H. Breuil y Miguel Such, que realizaron la primera visita en 1918, localizando varias figuras pintadas en la sala de "El Calvario". Las manifestaciones artísticas de este yacimiento ocupan toda la horquilla cronológica del Paleolítico Superior, con motivos grabados y pintados que fueron realizados desde hace 65 000 años, hasta hace unos 8500 años, lo cual obliga a replantearse que fueron ya realizadas en tiempos de los neandertales. Se han inventariado más de mil motivos, dentro de cuatro temas básicos: pinturas de manos aerografiadas (se consideran las primeras manifestaciones gráficas de los humanos); pinturas y grabados de fauna (más de setenta ciervas, veinticinco caballos, y en menor porcentaje cabras, toros, peces, aves acuáticas y serpientes); grabados y pinturas con representaciones humanas femeninas (realizadas de forma muy esquematizada pero dentro de los cánones paleolíticos europeos) y, por último, signos pintados y grabados (a veces solo digitaciones rojas, otras signos complejos y abstractos, son los motivos más abundantes).

## Enterramientos
Además de las representaciones gráficas, la cavidad de Ardales fue usada como depósito funerario y contiene una veintena de restos humanos que llegan hasta unos cinco mil años de antigüedad. Siempre fueron segundas deposiciones, por lo que nunca se han encontrado restos óseos en disposición anatómica. En los últimos enterramientos se aportaron ajuares consistentes en algunos vasos de cerámica, herramientas de sílex y hachas pulimentadas, típicas del Neolítico antiguo/medio.
Los materiales arqueológicos pueden contemplarse en el Centro de Interpretación de la Prehistoria en Guadalteba, con sede en Ardales.
El Comité Director de Cultura del Consejo de Europa, reunido en Estrasburgo, 2010, ha otorgado la denominación de Itinerario Cultural Europeo a los Caminos del Arte Rupestre Prehistórico en el que está incluida la "Cueva de Ardales", única de entre otros yacimientos malagueños.

## Visita
La visita siempre es guiada y hay que reservar con antelación, ya que los visitantes están restringidos a 15 personas por día. Normalmente, se comienza en el Centro de Interpretación ubicado en el núcleo urbano de Ardales y desde ahí en coche se accede hasta la entrada de la gruta, en la que se realiza un itinerario de dos horas y se proporcionan linternas individuales.